# فيروز أباد (بمبور الغربي)
فیروز أباد (بالإنجليزية: Firuzabad, Bampur-e Gharbi)‏ هي منطقة سكنية تقع في إيران في سيستان وبلوتشستان. يقدر عدد سكانها بـ 245 نسمة بحسب إحصاء 2016.